# Onamo 'namo!
Onamo, 'namo! (cyrilicí: Онамо, 'намо!, česky: Tam, tamhle!), také známá jako Srbská Marseillaisa (Српска марсељеза), byla královská hymna Černé Hory v dobách monarchie (1910-1918).
V současnosti je Onamo, 'namo! hymnou černohorské politické strany Narodna stranka.

## Historie

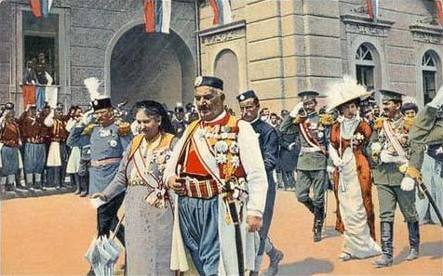
Vyhlášení království, 28. srpna 1910 v Cetinje

Slova napsal původně jako báseň černohorský kníže a později král Nikola I. Petrović-Njegoš. Hudbu později složili Davorin Jenko s Franjo Vimerem, za pomoci králova syna, korunního prince Danila III. Alexandra.
Při korunovaci Nikoly I. a královny Mileny 28. srpna 1910 v Cetinje bylo také vyhlášeno Černohorské království. Král Nikola I. nechal Onamo, 'namo! prohlásit za národní státní hymnu. Píseň Ubavoj nam Crnoj Gori (bývalá národní hymna Černohorského knížectví se stala královskou hymnou. 

V roce 1992 se neúspěšně hlasovalo pro zvolení písně za národní hymnu. V roce 2003 měla být píseň hymnou Srbska a Černé Hory, hlasování bylo opět neúspěšné.

## Slova
Text hymny v černohorské cyrilici, transkripci a češtině.
| Онамо, 'намо! Онамо, 'намо... за брда она, говоре да је разорен двор мојега цара; онамо веле, био је негда јуначки збор. Онамо, 'намо... да виђу Призрен! Та то је моје - дома ћу доћ'! Старина мила тамо ме зове, ту морам једном оружан поћ'. Онамо, 'намо... са развалина дворова царских врагу ћу рећ': "С огњишта милог бјежи ми, куго, зајам ти морам враћати већ'!" Онамо, 'намо... за брда она казују да је зелени гај под ким се дижу Дечани свети: молитва у њих присваја рај. Онамо, 'намо... за брда она, ђе небо плаво савија свод; на српска поља, на поља бојна, онамо, браћо, спремајмо ход! Онамо, 'намо... за брда она погажен коњ'ма кликује Југ: "У помоћ, ђецо, у помоћ, синци, светит' ме старца - свет вам је дуг!" Онамо, 'намо... сабљи за стара његова ребра да тупим рез по турским ребрим'; да бједној раји њом истом с руку ресјецам вез! Онамо, 'намо... за брда она Милошев, кажу, пребива гроб! Онамо покој добићу души, кад Србин више не буде роб. | Onamo, namo! Onamo, 'namo... za brda ona, govore da je razoren dvor mojega cara; onamo vele, bio je negda junački zbor. Onamo, 'namo... da viđu Prizren! Ta to je moje - doma ću doć'! Starina mila tamo me zove, tu moram jednom oružan poć'. Onamo, 'namo... sa razvalina dvorova carskih vragu ću reć': "S ognjišta milog bježi mi, kugo, zajam ti moram vraćati već'!" Onamo, 'namo... za brda ona kazuju da je zeleni gaj pod kim se dižu Dečani sveti, molitva u njih prisvaja raj. Onamo, 'namo... za brda ona đe nebo plavo savija svod; na srpska polja, na polja bojna onamo, braćo, spremajmo hod! Onamo, 'namo... za brda ona pogažen konj'ma klikuje Jug: "U pomoć, đeco, u pomoć, sinci, svetit' me starca, svet vam je dug!" Onamo, 'namo... sablji za stara njegova rebra da tupim rez po turskim rebrim'; da bjednoj raji njom istom s ruku resjecam vez! Onamo, 'namo... za brda ona Milošev, kažu, prebiva grob! Onamo pokoj dobiću duši, kad Srbin više ne bude rob. | Tam, tamhle! Tam, tamhle... za těmi vrchy říkají, že je pobořený hrad mého cara; blízko tudy táhl kdysi junáků sbor. Tam, tamhle... spatřím Prizren. Vše je tam mé, chci se vrátit domů! Drahá minulost mne tam volá, tam musím přijít ozbrojený. Tam, tamhle... z rozvalin carských hradů zvolám na nepřítele: "Od rodného krbu prchej pryč, more, dávný dluh splácet nastává čas!" Tam, tamhle... za těmi vrchy říkají, že leží zelený háj. Pod ním se zvedá posvátné Dečani, modlitba tam přivolává ráj. Tam, tamhle... za těmi vrchy, kde modré nebe sklání se k nám, na srbská pole, bitevní pole, na pochod, bratři, se připravte tam! Tam, tamhle... za vrchy těmi Jug Bogdan sténá, kopyty podupán: "Na pomoc, děti, na pomoc, synci, pomstít mne - starce - je vaše svatá povinnost!" Tam, tamhle... za starého muže otupím ostří šavle o žebra Turků; jediným seknutím zbavím zápěstí ubohých křesťanů okovů! Tam, tamhle... za těmi vrchy říkají, že leží Milošův hrob. Tam dosáhne má duše pokoje, až Srb více nebude otrokem! |

## O nam o namo
1.    EO nam o namo tam za hoH7rama Arozbořen Ev rumy H7dvůr v stínu Eskal,
byl mého cara, který tam H7kdysi As junáky Esvými H7na stráži Estál.
AO nam o Enamo Atam za hoErama Arozbořen Ev rumy H7dvůr v stínu Eskal.
AByl mého Ecara, Akterý tam Ekdysi As junáky Esvými H7na stráži Estál.
2.            [: Onam o namo bych uzřel Prizren, kolébku svoji, svých otců hrad, 
minulost dávná, v kraj ten mne láká, se zbraní v ruce půjdu tam rád. :]
3.            [: Onam o namo z rozvalin bílých na vrahy mocný zahřmí můj hlas: 
"Pryč more bídný od krbu otců dluh dávný splácet nastal již čas!" :]